# Talübergang Lavant
Der Talübergang Lavant ist eine Autobahnbrücke der Südautobahn A2 im Bundesland Kärnten im Süden Österreichs. Mit einer Höhe von 165 m und einer Länge von 1097 m ist sie die zweithöchste Brücke in Österreich.

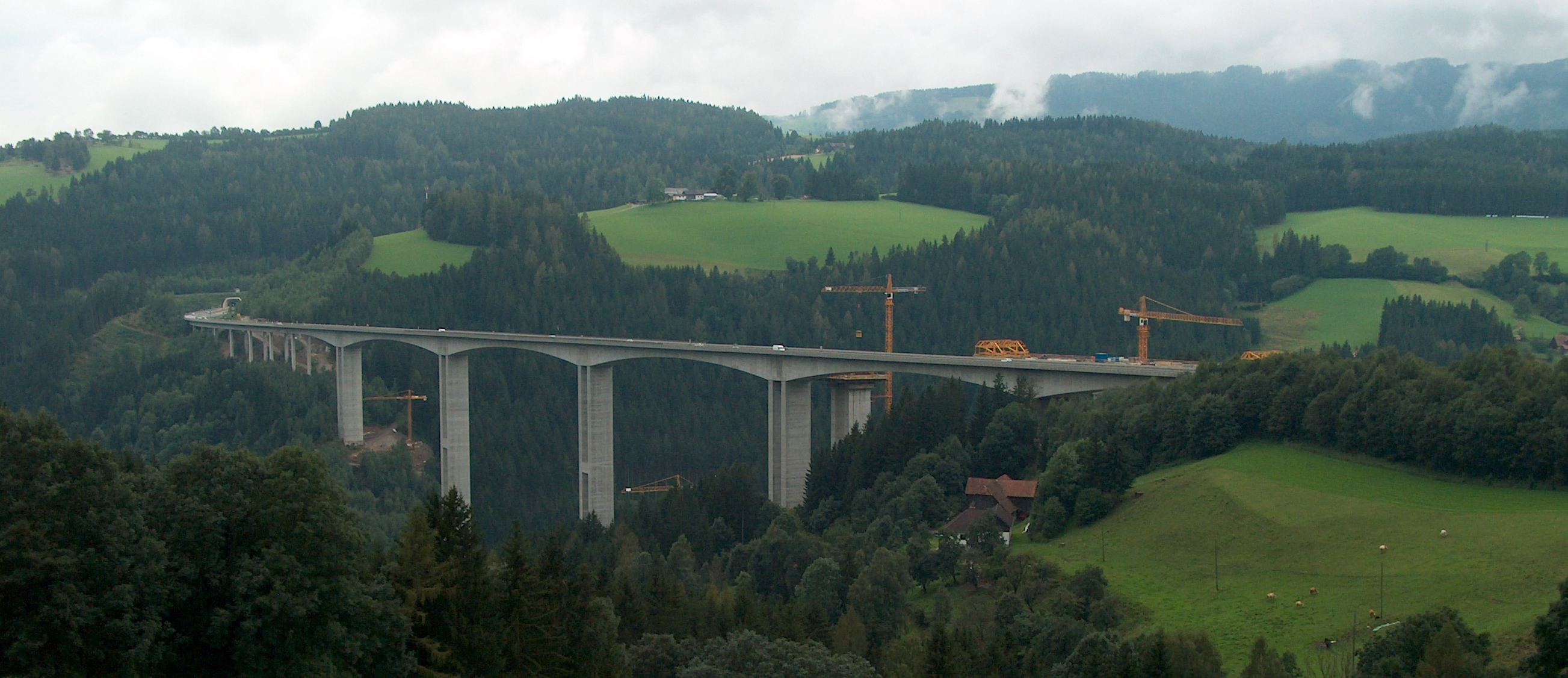
Die Brücke überspannt das Lavanttal. Auf dem Bild ist die zweite Brücke noch im Bau

Der Talübergang besteht aus zwei Brückenüberbauten, jeweils einem pro Fahrtrichtung. Die erste Brücke wurde am 26. Juli 1986 eröffnet, die zweite im November 2007. Der Baubeginn der zweiten Brücke war 2004, die Fertigstellung und Freigabe nach Sanierung der alten Brücke erfolgte im November 2007. Für den bergwärts führenden Verkehr Richtung Graz stehen drei Fahrstreifen plus Pannenstreifen, für den talwärts führenden Verkehr zwei Fahrstreifen plus Pannenstreifen zur Verfügung.